# 海南省人民代表大会常务委员会
海南省人民代表大会常务委员会（简称海南省人大常委会）是海南省人民代表大会的常设机构，在人民代表大会全体会议闭会期间代为行使海南省人大的权力。同级类似机构为海南省政协，为咨询机关。

## 历史沿革
1949年10月1日中华人民共和国成立后，根据《共同纲领》的规定，在地方人民代表大会召开之前，由协商产生的地方各界人民代表会议代行地方人民代表大会职权。1950年9月，海南第一届各界人民代表会议第一次会议在琼山县府城镇举行，选举产生海南各界人民代表会议协商委员会。由于海南行政区属于广东省管辖，根据《广东省各界人民代表会议组织通则》的有关规定，海南第一届各界人民代表会议闭会期间设立海南第一届各界人民代表会议协商委员会。协商委员会设常务委员会主持日常工作。文化大革命时期，人民代表大会制度遭受破坏，其职权被革命委员会取代。
1979年7月，第五届全国人民代表大会第二次会议同意县级以上地方各级人民代表大会设立常务委员会。1982年8月10日，经海南黎族苗族自治州第六届人民代表大会第一次会议选举，产生了海南黎族苗族自治州第六届人民代表大会常务委员会组成人员。1984年1月，成立海南行政区人大筹备组。1984年5月，成立海南行政区人民政府，升格为一级地方国家行政机关。1988年6月，根据筹备组报告，成立海南省人民代表大会的条件尚不具备。根据第七届全国人大常委会二次会议通过的《关于海南省人民代表会议代行海南省人民代表大会职权的决定》，1988年8月25日由海南省人民代表会议第一次会议选举产生海南省人民代表会议常务委员会，代行海南省人民代表大会的职权。1993年1月，海南省第一届人民代表大会第一次会议在海口召开，选举产生了由30人组成的海南省第一届人民代表大会常务委员会，标志着海南省人民代表大会常务委员会的正式成立。1993年2月4日，海南省人民代表大会常务委员会在海口市挂牌。

## 历届组成人员

### 海南第一届各界人民代表会议协商委员会
- 时间：1950年9月－1952年
- 主席：冯白驹
- 副主席：何浚、云应霖
- 秘书长：李英敏（1950年9月－1951年7月）、符洛哥（1951年7月－）

### 海南黎族苗族自治州人民代表大会常务委员会

#### 第六届
- 时间：1982年8月－1987年7月
- 主任：陈书凤
- 副主任：韩立人、林侠君、姜绍臣、黄琼梅
- 秘书长：陈辉（兼）

#### 第七届
- 时间：1987年7月－1987年12月
- 主任：杨文贵
- 副主任：符桂森、符景光、黄华振、谭仁生、王家贤、黄桂来
- 秘书长：符桂森（兼）

### 海南省人民代表会议常务委员会
- 时间：1988年8月－1993年1月
- 主任：许士杰、邓鸿勋、阮崇武
- 副主任：潘琼雄、曹文华、郑章、杨文贵、林英、黄宗道、吴葵光
- 秘书长：曹文华（兼）

### 海南省人民代表大会常务委员会

#### 第一届
- 时间：1993年1月－1998年1月
- 主任：杜青林
- 副主任：潘琼雄、韦泽芳、杨文贵、王信田、吴葵光
- 秘书长：毛平

#### 第二届
- 时间：1998年1月－2003年1月
- 主任：杜青林
- 副主任：王信田、吴葵光、辛业江、陈苏厚、毛志君
- 秘书长：毛平、徐经国

#### 第三届
- 时间：2003年1月－2008年1月
- 主任：王岐山（2003年1月－2003年4月）、汪啸风（2003年4月－2008年1月）
- 副主任：王厚宏、张德春、韩至中、秦醒民、王琼瑛、王法仁、陈孙文、王亚保
- 秘书长：翟培基

#### 第四届
- 时间：2008年1月－2013年1月
- 主任：卫留成
- 副主任：吴昌元、符桂花、王法仁、符兴、毕志强、康耀红
- 秘书长：

#### 第五届
- 时间：2013年1月－2018年1月
- 主任：罗保铭
- 副主任：符跃兰、毕志强、张力夫、康耀红、陈海波、贾东军
- 秘书长：陈国舜

#### 第六届
- 时间：2018年1月－2023年1月
- 主任：刘赐贵（－2020年12月）[5] → 沈晓明（2021年1月－）[6]
- 副主任：许俊（－2021年1月）、何西庆（－2022年1月）、康耀红、林北川（－2021年1月）、陆志远、关进平、胡光辉（2020年1月－）、肖杰（2021年1月－）、李军（2022年1月－）、刘星泰（2022年1月－）、苻彩香（2022年1月－）、孙大海（2022年1月－）
- 秘书长：屈建民（－2019年12月） → 林泽锋（2020年1月－）

#### 第七届
- 时间：2023年1月－
- 主任：沈晓明（-2023年4月2日）→冯飞（2023年5月31日－）
- 副主任：李军、刘星泰、苻彩香、孙大海、闫希军、过建春
- 秘书长：林泽锋（－2023年11月24日） → 曹献坤（2024年1月[7]－）